# Mathieu Amalric
Mathieu Amalric, född 25 oktober 1965 i Neuilly-sur-Seine, är en fransk skådespelare, filmregissör och manusförfattare. Amalric är bland annat känd för sin roll som Dominic Greene i Bond-filmen Quantum of Solace (2008).

## Filmografi i urval
- 1999 – Farväl, sköna hem! (roll)
- 2004 – Kung och drottning (roll)
- 2005 – München (roll)
- 2007 – Fjärilen i glaskupan (roll)
- 2007 – Michou d'Auber (roll)
- 2008 – Quantum of Solace (roll)
- 2009 – Happy End (roll)
- 2010 – On Tour (Tournée; manus, regi och roll)
- 2012 – Cosmopolis (roll)
- 2014 – The Grand Budapest Hotel (roll)
- 2014 – La Chambre bleue (manus, regi och roll)
- 2017 – Barbara (manus, regi och roll)
- 2019 – En officer och spion (roll)
- 2021 – The French Dispatch (roll)
- 2021 – Serre moi fort (manus och regi)

## Galleri

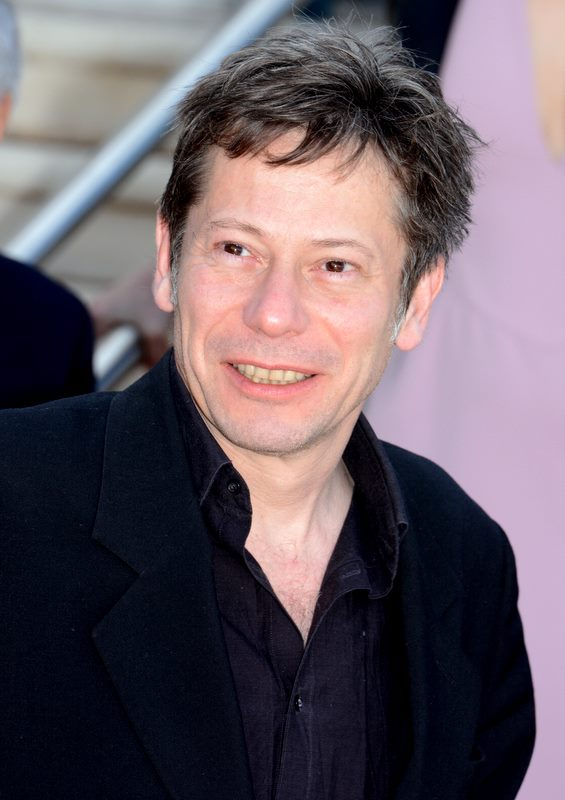
Mathieu Amalric, 2013.